# Ø (bogstav)
 Denne artikel omhandler bogstavet ø. Opslagsordet har også en anden betydning, se Ø (flertydig).
Ø er det 28. bogstav i det dansk-norske alfabet og betegner ofte en vokal. Det bruges også i en række andre alfabeter.

## Historie
Bogstavet Ø er opstået som en ligatur af o og e (ligesom det franske Œ) i romerske latinske indskrifter.
På dansk har man brugt bogstavet ø nogenlunde lige så længe som man har skrevet dansk med latinske bogstaver, i modsætning til runer, dvs. siden 1100-tallet.
I sammenligning med ä begyndte man at kunne bruge ö for samme lyd, kaldet prikke-ø. Jens Høysgaard og Rasmus Rask foreslog at skelne ø og ö fra hinanden. Man har brugt ö for den åbne vokal og ø for de lukkede: Se Alfabet#ø-/ö-former. Eksempel: Hvad gör Hunden? Den gør.
Ö for samme lyd som ø blev brugt i danske topografiske kort indtil 1957 af praktiske grunde.

## Alfabeter
Ø er det andet sidste bogstav i det dansk-norske alfabet. Det indgår tillige i det færøske alfabet. Blandt andet de svenske, tyske og islandske alfabeter har det tilsvarende ö, som på tysk alfabetiseres som o med omlyd (se også omlydstegnet ¨).
I det internationale fonetiske alfabet betegner det en rundet halvlukket fortungevokal, der svarer til én udtale af det danske ø.

## Udtale
Som selvstændigt ord vil "ø" på dansk normalt udtales "2:? i SAMPA-notation.
Her er der stød.
Men indgår "ø" i andre ord kan det udtales anderledes.
For eksempel er ordet først specificeret til at udtales "f96sd.

## Datalogi
|   | decimal | hex    | HTML     |
| - | ------- | ------ | -------- |
| ø | &#248;  | &#xf8; | &oslash; |
| Ø | &#216;  | &#xd8; | &Oslash; |

I unicode er Ø U+00d8 og ø U+00f8. På Microsoft Windows-maskiner vil [Alt]+0216 give Ø og [Alt]+0248 give ø.
På et websted kan en af formerne i tabellen til højre bruges til HTML, uanset hvilket tegnsæt der bruges.